# Crédit agricole de Champagne-Bourgogne
 (juin 2018).
Le Crédit agricole de Champagne-Bourgogne, officiellement Caisse régionale de crédit agricole mutuel de Champagne-Bourgogne, est l'une des 39 caisses régionales du groupe Crédit agricole. Il est implanté sur la région Champagne et Bourgogne et, en particulier, sur quatre départements : l'Aube, la Côte-d'Or, la Haute-Marne, et l'Yonne.

## Organisation de la gouvernance de la caisse régionale

### La caisse régionale
Le président de la caisse régionale est élu par les 18 membres du conseil d’administration, qui sont eux-mêmes élus de leur caisse locale par les sociétaires du Crédit agricole de Champagne-Bourgogne.

### Les caisses locales
Le Crédit agricole de Champagne Bourgogne compte 90 caisses locales. Elles forment le socle du fonctionnement du groupe Crédit agricole.
Les sociétaires élisent ainsi, parmi eux, des administrateurs (1 094 au 31 décembre 2017).
Début 2011, le Crédit agricole de Champagne Bourgogne regroupe 193 835 sociétaires (170 386 début 2010).
Le 200000e Sociétaire de Champagne-Bourgogne a rejoint la caisse locale de Beaune fin mars 2011.

## Données financières
| Année                | 2008  | 2009 | 2010  | 2011  | 2012  | 2013  | 2014  | 2015  | 2016  | 2017  | 2018 |
| -------------------- | ----- | ---- | ----- | ----- | ----- | ----- | ----- | ----- | ----- | ----- | ---- |
| Produit net bancaire | 300,9 | 327  | 356,4 | 362,3 | 354,6 | 362,2 | 366,7 | 371,1 | 357,5 | 345,5 | N C  |
| Résultat net         | 70,1  | 78   | 88,7  | 91,1  | 81,2  | 91,8  | 96,4  | 100,5 | 95,8  | 95,6  | N C  |